# 科本斯號航空母艦
科本斯號航空母艦（CVL-25）是一艘隸屬於美國海軍的航空母艦，為獨立級航空母艦的四號艦。她是美軍第一艘以科本斯為名的軍艦，紀念美國獨立戰爭的科本斯戰役。
科本斯號在1941年11月7日開始在紐約造船廠建造，原建為克利夫蘭級輕巡洋艦的十五號艦，艦名為亨廷頓；但一個月後日本偷襲珍珠港，美國正式參與第二次世界大戰。此時美軍航空母艦短缺，故最終將九艘建造中的克利夫蘭級改裝為航空母艦。
1942年3月，科本斯號開始改建為航空母艦，並更改舷號（由CL-77改為CV-25）及艦名。1943年1月17日，科本斯號下水，並在5月28日服役。7月15日，科本斯號等改裝航空母艦被重編為輕型航空母艦，舷號改為CVL-25。
稍後科本斯號加入太平洋戰爭，參與多場戰役。戰後科本斯號參與魔毯行動（Operation Magic Carpet），運載美軍返國，然後在1946年12月3日退役封存。1959年5月15日，科本斯號被重編為飛機運輸艦，舷號改為AVT-1，但繼續封存。同年11月1日科本斯號除籍，並在1960年出售拆解。
科本斯號在二戰中獲頒美國海軍特別表揚（Navy Unit Commendation）及12顆戰鬥之星。